# Hypnose (Flemming)
Hypnose is een lied van de Nederlandse zanger Flemming. Het werd in 2023 als single uitgebracht.

## Achtergrond
Hypnose is geschreven door Flemming Viguurs, Marcus Adema, Sander de Bie en Arno Krabman en geproduceerd door Adema en Krabman. Het is een nummer dat past in het genre nederpop. In het lied zingt de liedverteller over een grote mate van verliefdheid, waardoor het voelt alsof je onder hypnose staat. De zanger vertelde dat hij na iets wat minder vrolijke nummers (Paracetamollen en Verleden tijd) echt weer een "zomerse banger" wilde uitbrengen. Hij hoopte dat het up-tempo en vrolijke Hypnose de zomerhit van 2023 zou worden. Het lied werd bij NPO Radio 2 uitgeroepen tot TopSong.

## Hitnoteringen
De artiest had succes met het lied in Nederland. In de Nederlandse Top 40 kwam het tot de 28e positie in de zeven weken dat het in de lijst stond. Het piekte op de 46e plaats van de Single Top 100 en was negentien weken in deze hitlijst te vinden.